# 덤불해오라기
덤불해오라기는 사다새목 백로과의 한 종으로, 한국에서는 여름철새이다. 몸 위는 황갈색으로, 몸 아래는 조금 더 옅은 색을 띤다. 수컷은 윗머리가 검은색이며, 암컷은 가슴에 줄무늬가 있다. 덤불해오라기는 보통 강변의 초원 속에 갈대·줄풀 등의 줄기를 휘어꺾어서 얕은 둥지를 만든다.